# Marie-Élisabeth de France
Pour les articles homonymes, voir Élisabeth de France.
Marie-Élisabeth de France (née le 27 octobre 1572, morte le 2 avril 1578) est la fille unique de Charles IX de France et d'Élisabeth d'Autriche.
Elle est baptisée le 2 février 1573 en présence du comte de Worcester, représentant d'une des marraines du bébé, la reine Élisabeth Ire d'Angleterre, l'autre marraine est sa grand-mère maternelle, l'impératrice du Saint-Empire romain germanique Marie d'Autriche. Son parrain quant à lui, est le duc Emmanuel-Philibert de Savoie.
À moins de 2 ans, elle perd son père, et sa mère retourne à Vienne en 1576 sans avoir pu l'emmener. Marie-Élisabeth ne revoit jamais sa mère. Elle grandit au château d'Amboise, loin de Paris et des guerres de religion qui ravagent le royaume à la même période.
Malade et de santé fragile, elle est néanmoins ramenée dans la capitale où elle meurt en 1578 à l'âge de 5 ans. La petite princesse presque orpheline fut pleurée et regrettée de la cour à cause de sa gentillesse, de sa grâce et de sa douceur.
Elle fut inhumée dans un caveau de la basilique Saint-Denis, auprès de son père. Le 17 octobre 1793, le caveau fut profané par les révolutionnaires et ses restes furent jetés à la fosse commune. En 1817, elle fut ré-inhumée dans l’ossuaire de la basilique.